# Preetz, Mecklenburg-Vorpommern
Preetz är en kommun och ort i Landkreis Vorpommern-Rügen i förbundslandet Mecklenburg-Vorpommern i Tyskland.
Kommunen ingår i kommunalförbundet Amt Altenpleen tillsammans med kommunerna Altenpleen, Klausdorf, Groß Mohrdorf, Kramerhof och Prohn.